# Amanda Leigh
Amanda Leigh è il sesto album discografico in studio della cantautrice e attrice statunitense Mandy Moore, pubblicato nel 2009.

## Tracce
Tutte le tracce sono di Mandy Moore e Mike Viola, tranne dove indicato.
1. Merrimack River – 4:24
2. Fern Dell – 3:01
3. I Could Break Your Heart Any Day of the Week – 2:49
4. Pocket Philosopher – 3:15
5. Song About Home – 3:54 (Inara George, Mandy Moore, Mike Viola)
6. Everblue – 4:13 (Moore, Lori McKenna)
7. Merrimack River (Reprise) – 0:59 (Viola)
8. Love to Love Me Back – 4:12 (George, Moore, Viola)
9. Indian Summer – 2:20 (George, Moore, Viola)
10. Nothing Everything – 4:21
11. Bug – 2:16